# Бэрд, Уильям I
Уильям Бэрд (Берд) I (англ. William Byrd I; 1652 — 4 декабря 1704) — британский колонист, уроженец Шедуэлла, Лондон. Его отец, Джон Берд (ок. 1620—1677), был лондонским ювелиром, чьи корни происходили из графства Чешир (Англия). Уильям Берд был избран в Палату бюргеров Виргинии в 1677 году.

## Личная жизнь
По приглашению своего дяди по материнской линии, Томаса Стегге-младшего, в марте 1669 года Уильям Бирд/Бэрд эмигрировал в Виргинию. В Виргинии орфография его фамилии Берд стал стандартом. 27 октября 1673 года ему было пожаловано 1200 акров земли (5 км2) на реке Джеймс. Уильям Берд стал известным торговцем пушниной в Ричмонде, колония Виргиния. Некоторые землевладения Берда стали (после его смерти) частью территории современного города Ричмонд, штат Виргиния. Около 1673 года он женился на 21-летней вдове по имени Мэри (урожденная Хорсманден) Филмер, уроженке Ленхэма, Англия. Отец Мэри провел некоторое время в Виргинии в качестве роялиста, спасаясь от Кромвеля. Её бывший муж Сэмюэл Филмер (третий сын Роберта Филмера) происходил от сестры Сэмюэла Аргалла, губернатора Виргинии. Уильям Берд I и его жена станут родителями Уильяма Бэрда II и трёх дочерей.
Их дочь Урсула в 16 лет вышла замуж за Роберта Беверли-Младшего (1667—1722), сына майора Роберта Беверли. У них был один ребенок Уильям Беверли (1698—1756), а Урсула умерла в 1698 году, в течение года после замужества. Полковник Уильям Беверли женился на дочери Ричарда Блэнда, Элизабет Блэнд. У них было четверо детей. Их сын Роберт женился на Марии Картер 3 февраля 1763 года. Ее родители были Лэндон Картер и Мария Берд.

## Биография
В 1676 году Берд сочувствовал Натаниэлю Бэкону в восстании Бэкона и принимал активное участие в восстании, сначала помогая убедить Бэкона незаконно командовать ополчением и вести его против индейцев. Он также ехал с Бэконом после начала восстания и участвовал в разграблении Уорнер-холла, конфисковав товары на сумму 845 фунтов стерлингов, или эквивалент того, что 40 рабов или слуг произведут за год. Позже он вступил в союз с губернатором и стал известным гражданином.
Также в 1676 году Уильям Бэрд основал форт Джеймс-Ривер на южном берегу реки Джеймс в том, что сейчас известно как Манчестерский район Ричмонда. Он активно участвовал в политике Виргинии, много лет прослужив в Совете губернатора Виргинии.
В 1688 году Теодорик Бланд-младший и его брат Ричард передали 1200 акров своей собственности Westover Plantation Уильяму Бэрду I за 300 фунтов стерлингов и 10 000 фунтов табака и бочки.
Уильям Бэрд скончался 4 декабря 1704 года на своей плантации в Вестовере, округ Чарльз-Сити, колония Виргиния. Он похоронен рядом с первоначальным местом церкви Вестовер.